# Wynnyky
Wynnyky (ukrainisch Винники; russisch und polnisch Winniki, deutsch selten Weinbergen) ist eine Stadt in der Ukraine wenige Kilometer östlich der Stadt Lwiw.
Verwaltungstechnisch gehörte die Stadt bis zum 12. Juni 2020 zum Stadtrajon Lytschakiw der westlich liegenden Stadt Lwiw, seither ist er Teil des neugegründeten Rajon Lwiw bzw. der Stadtgemeinde Lwiw.

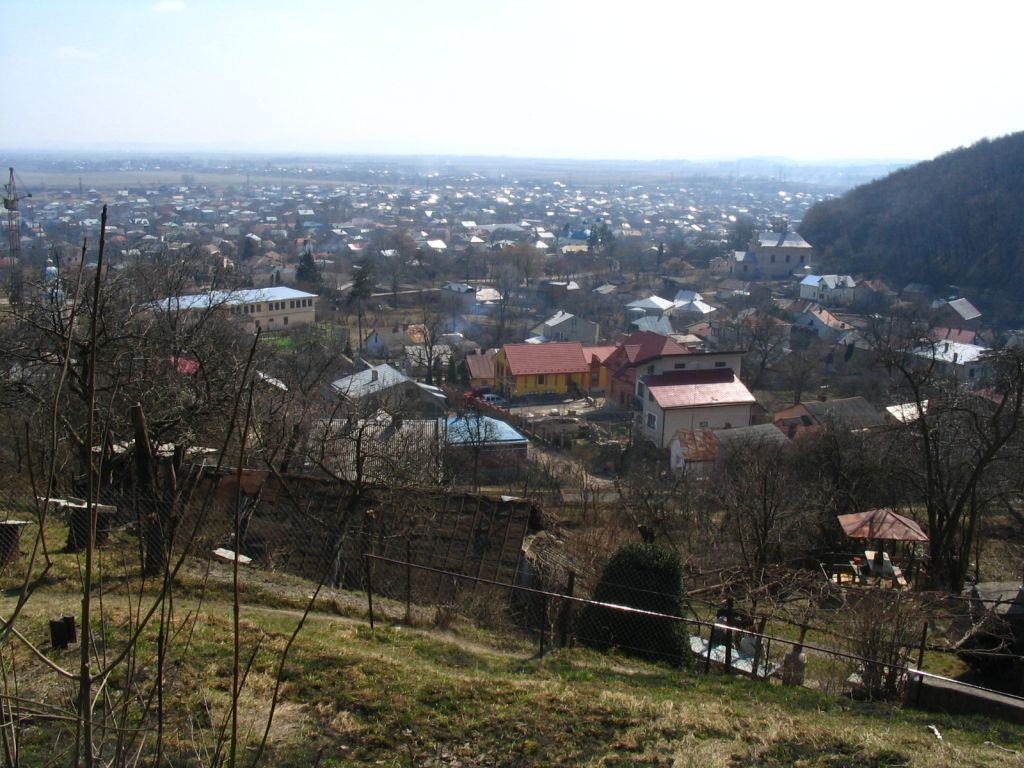
Wynnyky

## Geschichte
Die erste urkundliche Erwähnung der Stadt stammt dem Jahr 1352. Der Ort erhielt 1603 das Magdeburger Recht. 1772 kam die Ortschaft unter österreichische Herrschaft (im Königreich Galizien und Lodomerien). Am Ende des 18. Jahrhunderts wurde Wynnyky ein Zentrum der Tabakproduktion, dieser Wirtschaftszweig blieb bis heute die wichtigste Einnahmequelle. Im Jahr 1779 wurde im Ort die Lemberger Tabakfabrik (heute Львівська тютюнова фабрика) gegründet, die im 19. Jahrhundert zwischen 500 und 1000 Menschen beschäftigte. In den 1980er Jahren wurden im Werk jährlich ca. 14 Milliarden Zigaretten hergestellt. Im Jahre 1785 kam es zu einem Zuzug von deutschen Kolonisten. Diese gründeten nordöstlich vom alten Ort eine eigene Siedlung, angelehnt an den slawischen Namen Weinbergen genannt. Er blieb bis zur Aussiedlung der deutschen Einwohner im Jahre 1940 eigenständig und wurde dann eingemeindet.
Er war von 1854 bis 1867 Sitz der Bezirkshauptmannschaft Winniki sowie danach von 1867 bis 1918 der Sitz eines Bezirksgerichts des Bezirks Lemberg. 1908 bekam der Ort durch den Bau eines Bahnhofs an der Lokalbahn Lemberg–Podhajce Anschluss an das Eisenbahnnetz, die Strecke wurde jedoch nach dem Zweiten Weltkrieg wieder stillgelegt. 
1973 verunglückte hier eine Tupolew Tu-124 auf dem Inlandslinienflug Aeroflot-Flug 5398.

## Sehenswürdigkeiten
Zu den Sehenswürdigkeiten der Stadt zählt das im Jahr 1990 gegründete Museum für Geschichte und Landeskunde (Історико-краєзнавчий музей міста Винники). Es besitzt über 14.000 Exponate, die ältesten entstammen dem 14. Jahrhundert.

## Sport
In der Stadt gibt es den in der Perscha Liha spielenden Fußballverein FK Ruch Wynnyky.

## Persönlichkeiten
- Andreas Bolek (1894–1945), österreichischer NSDAP-Gauleiter
- Rudolf Bolek (1887–1940), Vorsitzender des deutschen Volksrates für Galizien
- Ljubomyr Dmyterko (1911–1985), Schriftsteller, Dichter und Übersetzer
- Anton Döller (1831–1912), Begründer des Karpathenvereins
- Katrja Hrynewytschewa (1875–1947), Schriftstellerin, Herausgeberin und Lehrerin
- Taras Kyjak (1944–2018), Sprachwissenschaftler und Politiker; in Wynnyky geboren und seit 2012 Ehrenbürger der Stadt
- Myron Kyprijan (1930–2019), ukrainischer Künstler; in Wynnyky geboren
- Antoni Laub (1792–1843), Maler, Miniaturmaler und Lithograf. Kam in Wynnyky zur Welt.
- Leonie Pilewski-Karlsson (1897–1992), Architektin und Malerin
- Myroslava Sopilka (1897–1937), Dichterin und Schriftstellerin